# Институт труда
Институт труда (НИИ труда) — советская, позже российская исследовательская организация в области экономики и охраны труда, основанная в 1955 году.
Образован постановлением Совета Министров СССР в 1955 г.; после распада Советского Союза преобразован сперва во ФГУП, затем в ФГБУ «НИИ труда и социального страхования» Минтруда России, а с 2016 г. преобразован в ФГБУ «ВНИИ труда» Минтруда России.

## Функции
Изначально задачи Института труда заключались в разработке теоретических проблем и практических рекомендаций в следующих областях: 
- научной организации труда и нормирования труда;
- совершенствование организации заработной платы и форм материального стимулирования;
- выявление резервов роста производительности труда в промышленности;
- рациональное использование трудовых ресурсов;
- разработка нормативных материалов по труду.

## История
Создан в соответствии с Постановлением Совета Министров СССР от 25 августа 1955 года. Институт труда (НИИ труда) продолжил традиции Центрального института труда — базового научно-методического центра в области научной организации труда, образованного в начале 1920-х годов. В советские годы действовал в составе Госкомтруда СССР, выполняя НИОКР в области социально-трудовых отношений.
Директорами Института в 1955—1965 гг. стали крупные хозяйственники: Герой социалистического труда В. Н. Лисицын, директор машиностроительных предприятий М. Г. Горшунов, организатор угольной промышленности Д. Г. Оника. Они нацеливали работу коллектива Института на разработку методических рекомендаций по вопросам организации, условий и нормирования труда, материального стимулирования работников, что способствовало при их реализации на практике повышению производительности труда, улучшению качества выпускаемой продукции, снижению её себестоимости.
Под руководством плеяды учёных-экономистов, возглавивших Институт в 1965—1990 годы (Е. И. Капустин, Д. Н. Карпухин, Е. Г. Антосенков, А. И. Милюков, В. В. Куликов), учёные Института развивали экономическую теорию в целом, теорию организации и оплаты труда, социологии труда, социального обеспечения. В частности, это теоретические исследования, касающиеся производительности, научной организации и нормирования труда, формирования и эффективного использования трудовых ресурсов, подготовки и повышения квалификации кадров, характера и содержания труда и учёта этих показателей в оплате труда работников, изучения вопросов уровня и качества жизни населения.
В советские и постсоветские годы Институт труда (НИИ труда Госкомтруда СССР) имел 15 филиалов по всей стране, однако к началу 2000 гг. остался лишь один — Восточно-Сибирский в г. Иркутске, в 2017 г. и он был закрыт.
В 2002 году в состав Института труда были включены Институт рынка труда и Центральное бюро нормативов по труду, а новым названием трех объединённых институтов стало: НИИ труда и социального страхования.
В 2010 г. на базе Восточно-Сибирского филиала НИИ труда и социального страхования был создан одноимённый Учебно-методический центр, который в 2016 г. был преобразован в независимую организацию — АНОО ДПО «Институт труда» (г. Иркутск).
С 2013 по 2016 годы НИИ труда и социального страхования возглавлял доктор экономических наук, профессор, Заслуженный работник Минтруда Разумов Александр Александрович.

## Научные школы
Для проведения перечисленных научных исследований Институт располагает необходимым научным потенциалом. Богатство Института — это, в первую очередь, его научные кадры и сформированные здесь научные школы. Институт по праву может гордиться, что за 60 лет здесь сложились ни одна, в целый ряд научных школ. Среди них:
- школа научной организации и нормирования труда (В. В. Куликов, П. Ф. Петроченко, А. С. Довба, Г. Э. Слезингер, И. И. Шапиро, В. М. Рысс, А. П. Павленко, А. А. Пригарин, Е. Д. Катульский, А. Ф. Зубкова, В. П. Жуков, А. П. Бугров, Н. А. Софинский, Р. П. Миускова, Н. В. Кочкина, В. А. Столярова, Л. Н. Косова, Ю. И. Ряхимов и др.);
- школа специалистов в области производительности труда (А. И. Залкинд, Д. Н. Карпухин, Е. В. Касимовский, А. С. Довба, А. П. Голов, Н. А. Сафронов, Я. Л. Шагалов, В. В. Рожкова, Н. И. Ковалева и др.);
- школа специалистов в области трудовых ресурсов и профессионально-квалификационной структуры кадров (Л. А. Костин, Н. И. Шишкин, Е. Г. Антосенков, Л. М. Данилов, В. К. Москаленко, В. Б. Белкин, В. С. Немченко, И. Е. Заславский, И. Ю. Безгребельная, О. Ю. Голодец, М. В. Москвина, М. В. Карлова, Н. П. Сорокина, А. А. Петухова, И. Б. Омельченко, Л. В. Азямова, Н. В. Албитова, Г. В. Антонова, В. В. Федин, А. А. Шибаев, М. А. Шестаков, С. А. Петрова и др.);
- школа специалистов в области условий и охраны труда (В. Г. Макушин, Е. А. Деревянко, Е. Ф. Полежаев, М. Г. Бабаджанян Н. П. Калинина, С. Э. Славина, В. К. Хухлаев, Б. Н. Петухов, Е. П. Сизан, Л. П. Степанова, Н. К. Кульбовская, А.М. Елин, И. В. Низяева, Е. Г. Мамытов, В. Н. Говорков, Е. А. Кузнецова, А. П. Кузьмищев, Д. Н. Платыгин, М. С. Байгереев и др.);
- школа специалистов в области заработной платы и стимулирования труда (Е. И. Капустин, Е. Л. Маневич, С. И. Шкурко, И. А. Орловский, Ю. П. Кокин, А. В. Архипов, Ф. К. Янсон, Т. Н. Шатова, Я. И. Гомберг, Л. С. Хейфец, Р. А. Яковлев, Ю. Д. Ананьева, А. И. Милюков, Д. И. Правдин, В. М. Толкова, Л. П. Сушкина, М. П. Лозневая, Т. И. Рысина, Д. Г. Радина, И. И. Балтрушевич, Н. И. Кузнецова, Ю. С. Скрипко, А. Н. Стеклова, Н. А. Василенко, А. В. Солодкина, В. Х. Алимова, Л. Н. Широкова, Л. Л. Мосина, Р. А. Маркова, В. П. Белова, И. А. Железнов, А. П. Седлов, А. С. Ставницкий, М. С. Маслова, Т. А. Голикова, М. А. Топилин, Н. Н. Литовченко, Г. А. Явлинский, В. А. Сковпень, С. Ю. Горбарец, А. Б. Кушнир, А. П. Поллак и др.);
- школа специалистов в области политики доходов и уровня жизни (И. Ю. Писарев, С. П. Фигурнов, Н. М. Римашевская, Г. С. Саркисянц, Н. П. Кузнецова, Н. Е. Рабкина, В. Г. Кряжев, В. Д. Ракоти, Б. В. Ракитский, А. Н. Шохин, Т. В. Ярыгина, А. А. Разумов, Т. И. Мамонтова, Э. П. Котляренко, И. И. Немчинова, Ж. И. Сидорова, А. А. Жмакова и др.);
- школа специалистов в области социального страхования и пенсионного обеспечения (В. А. Ачаркан, М. С. Ланцев, Л. В. Аникеева, П. Л. Каминский, В. Д. Роик, В. П. Галаганов, Л. П. Якушев, Л. Н. Шохина, Д. Н. Ермаков, Е. В. Эченике, В. А. Никитин, А. Д. Скворцов и др.);
- школа исследователей проблем труда за рубежом (М. Г. Мошенский, А. А. Никифорова, В. П. Грузинова, Г. Н. Песчаная, А. И. Кац, И. Я. Киселев, В. Г. Гельбрас, Н. В. Владова, Э. Н. Фарберова, Г. Г. Шютте, Ю. К. Балашов, О. К. Воронов, В. Ф. Степанов, Н. Н. Малютина, И. В. Коростелева, М. И. Белкина, Л. С. Крюкова, З. С. Богатыренко и др.).